# Skorpió-sziget
A Skorpió-sziget (görögül: Σκορπιός IPA: skɔrˈpjɔs) egyike a Jón-tenger kis lakott görög szigeteinek. Mivel teljes területe magántulajdonban van, csak engedéllyel szabad belépni. Szkorpiosz a magánsziget kiemelkedő példája.

## Földrajza
A sziget a Jón-szigetek egyike, és körülbelül egy kilométerre keletre található a szomszédos Lefkáda szigettől, Nydri kikötője közelében; Meganiszi szigete alig két kilométerre délre van tőle. A görög fővárostól Athéntól 250 kilométerre északnyugatra található. A sziget meglehetősen lapos, magassága épphogy eléri a 81 métert, felszíne közel 90 hektáros. A sziget egykor erdős volt, majd kopár lett, ma újra sűrűn erdősült.

## Története
A sziget történetéről keveset tudunk, az ókornak nyoma sincs. A velenceiek irtották ki a sziget fáit, a Jón-szigetek többi részével együtt. Szkorpiosz 1864-ben Görögország része lett. 1963-ban Arisztotélisz Onászisz hajómágnás megszerezte, és alaposan újraerdősíttette. Ma több mint 200 különböző fafaj található rajta.
1968. október 20-án Onászisz és Jacqueline Kennedy itt házasodtak össze. Az 1960-as években számos híresség meglátogatta a szigetet, néhányukat paparazzók is követték. Onászisz fia, Aléxandrosz Onászisz halála után kápolnát is építtetett a szigeten, oda akarta eltemetni. Mivel a görög ortodox egyház nem engedélyezte nem vallásos személyek imaházba való temetését, Onászisz külön bejáratú bővítményt építtetett, amely mauzóleumként szolgál. Ott temették el Hrisztína Onásziszt és őt magát is. Maria Callast kívánsága szerint elhamvasztották, hamvait pedig a szigetről a tengerbe szórták.
A szigetet ideiglenesen a tulajdonos család és hozzávetőleg 600 alkalmazottja lakta. Fenntartási költségei körülbelül 1,5 millió eurót tesznek ki évente. 2001-ben azonban csak két fő lakhellyel rendelkező személyt regisztráltak a szigeten, és a 2011-es népszámlálás még mindig csak egy tényleges lakost mutatott ki.
Különféle, többnyire prominens, potenciális vásárlók jártak a szigeten, köztük Bill Gates is, és időnként biztosnak számított az eladása Giorgio Armaninak. A hírek szerint 2013 áprilisában a Szkorpioszt 100 évre bérbe adták Jekatyerina Ribolovlevának, Dmitrij Ribolovlev orosz milliárdos 23 éves lányának. Ennek célja Onászisz végrendelete egy záradékának megkerülése, amely kimondja, hogy a szigetet nem lehet eladni; abban az esetben, ha leszármazottai nem tudnák fenntartani, a görög államra, vagy ennek hiányában az Olympic Airwaysre kell hagyni. A lízingszerződés hatékonyságát ezért az igazságszolgáltatásnak ellenőriznie kell.

## Fordítás
- Ez a szócikk részben vagy egészben  a   Skorpios című német Wikipédia-szócikk ezen változatának fordításán alapul.  Az eredeti cikk szerkesztőit annak laptörténete sorolja fel. Ez a jelzés csupán a megfogalmazás eredetét és a szerzői jogokat jelzi, nem szolgál a cikkben szereplő információk forrásmegjelöléseként.